# Petroscirtes lupus
Petroscirtes lupus es una especie de pez de la familia Blenniidae en el orden de los Perciformes.

## Morfología
• Los machos pueden llegar alcanzar los 13 cm de longitud total.

## Reproducción
Es ovíparo.

## Hábitat
Es un pez de mar y de clima templado y asociado a los  arrecifes de coral.

## Distribución geográfica
Se encuentra en Australia (Queensland Nueva Gales del Sur y la Isla Lord Howe y Nueva Caledonia.